# Intraçables
Production
Diffusion
Intraçables est une série télévisée franco-suisse réalisée par Louis Farge et Luc Walpoth d'après un scénario d'Ami Cohen, Raphaël Meyer, Mathilde Arnaud et France Ortelli.
Ce thriller est une coproduction d'Akka Films, Empreinte Digitale, TF1 et la Radio télévision suisse (RTS).
Les 2 premiers épisodes de la série sont présentés en compétition française au Festival Séries Mania 2025 à Lille, où Anthony D'Amario et Édouard Rigaudière obtiennent le prix de la meilleure musique.

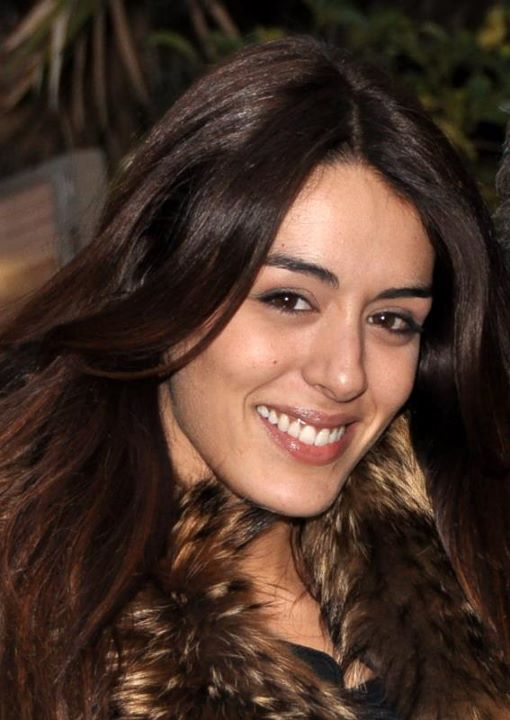
Sofia Essaïdi.

## Distribution
- Sofia Essaïdi : Giulia Conforti
- Arcadi Radeff : Achille
- Alexis Michalik : David Becker
- Irène Jacob : Josèphe Brunner
- Alix Henzelin : Alex
- Karim Barras : Hoffman
- Antoine Basler : Carl Esposito
- Jack Van De Woestijne : Achille 12 ans
- Michel Voïta : Ambroise Keller
- Djemi Pittet Sané : Warren
- Vincent Heneine : Alban
- Audrey Cavelius : la femme d'Alban
- Circé Gruber : la fille d'Alban
- Arno Streijffert
- Pierre Mifsud
- Pierre-Isaïe Duc : le mari de Josèphe
- Nathalie Jeannet
- Thierry Jorand
- Alexandra Tiedemann
- Barbara Tobola

## Production

### Genèse et développement
Ce thriller est une coproduction d'Akka Films, Empreinte Digitale, TF1 et la Radio télévision suisse (RTS),,,,.
Les 2 premiers épisodes de la série sont présentés en compétition française au Festival Séries Mania 2025 à Lille,, où Anthony D'Amario et Édouard Rigaudière obtiennent le prix de la meilleure musique,.
La série (initialement appelée Log-Out) est créée par Ami Cohen et Raphael Meyer, écrite par Ami Cohen, Raphaël Meyer, Mathilde Arnaud et France Ortelli, et réalisée par Louis Farge (épisodes 1, 2 et 5) et Luc Walpoth (épisodes 3, 4 et 6),,,,,.
La production est assurée par Philippe Coeytaux pour Akka Films, Thomas Saignes pour Empreinte Digitale, Françoise Mayor et Patrick Suhner pour RTS et Sophie Leveaux et Adeline Tarrade pour TF1.

### Tournage
Le tournage de la série a lieu à partir du 16 septembre 2024 à Genève et dans les cantons de Vaud et du Valais,,,,,,,,.

### Fiche technique
Sauf indication contraire, les informations mentionnées dans cette section peuvent être confirmées par les bases de données cinématographiques IMDb et Allociné,  présentes dans la section « Liens externes ».
- Titre français : Intraçables
- Genre : Thriller[1],[2],[3],[12],[13],[5],[10],[11]
- Production : Philippe Coeytaux, Thomas Saignes, Anne Viau, Françoise Mayor, Patrick Suhner, Sophie Leveaux et Adeline Tarrade[3],[5]
- Sociétés de production : Akka Films et Empreinte Digitale[1],[2],[3],[5]
- Sociétés de distribution : TF1 et Radio télévision suisse (RTS)[15]
- Réalisation : Louis Farge (épisodes 1, 2 et 5) et Luc Walpoth (épisodes 3, 4 et 6)[1],[3],[5],[10],[11]
- Scénario : Ami Cohen, Mathilde Arnaud, France Ortelli et Raphaël Meyer[1],[2],[3],[5],[10],[11]
- Musique : Anthony D'Amario et Édouard Rigaudière[15],[16]
- Décors : Marion Schramm[16]
- Photographie : Martin Laugery et Gabriel Lobos[16]
- Montage : Adrien Pallatier et Gopal Puntos[16]
- Pays de production :   Suisse /  France
- Langue originale : français
- Format : couleur
- Nombre de saisons : 1
- Nombre d'épisodes : 6
- Durée : 45 minutes
- Dates de première diffusion : Automne 2025
- Ventes internationales: Federation Studios

## Accueil

### Distinction
- Festival Séries Mania 2025 : prix de la meilleure musique pour Anthony D'Amario et Édouard Rigaudière[8],[9]

### Accueil critique
Alexandre Letren, du site VL-Media, est enthousiaste : « Sofia Essaïdi, qui préfère choisir les bons rôles plutôt que les multiplier, prouve une nouvelle fois que son flair ne l'a pas trahi. Elle est le choix évident pour incarner Giulia […]     Intraçables est un excellent divertissement, prenant, bien écrit et réalisé, porté par une très belle distribution. Une série enlevée qui sort des clous de ce que l'on peut voir et ça fait vraiment du bien ! ».